# 横山智那美
横山 智那美（よこやま ちなみ、2004年4月6日 - ）は、日本の女子バスケットボール選手である。ポジションはポイントガード。Wリーグのトヨタ自動車アンテロープス所属。

## 来歴
大阪府出身。
桜花学園高校でインターハイとウインターカップともに優勝を経験。3年次にNBAアカデミーに選ばれ、U18日本代表でもアジア選手権のアシスト王とベスト5を獲得。チームでは主将を務めたが、インターハイ・ウィンターカップとも3回戦敗退。
2023年1月、トヨタ自動車アンテロープスにアーリーエントリーとして加入。

## 日本代表歴
- 2022年U18アジア選手権（ベスト5）